# Pomnik Martyrologii Dzieci
Pomnik Martyrologii Dzieci, tzw. Pęknięte Serce w Łodzi – odsłonięty 9 maja 1971 roku. Upamiętnia tragiczne losy dzieci polskich w okresie II wojny światowej, a szczególnie dzieci-więźniów pobliskiego obozu dla polskich dzieci i młodzieży przy ul. Przemysłowej w Łodzi. Pomnik znajduje się w parku im. Szarych Szeregów u zbiegu ulic Brackiej i Staszica.

## Historia
Budowę pomnika podjęto z inicjatywy wychowanków Ośrodka Szkolno-Wychowawczego dla Dzieci Głuchych w Przemyślu. Uczniowie 7 klasy tej szkoły napisali list do łódzkiego koła ZBoWiD proponując wzniesienie pomnika upamiętniającego martyrologię dzieci osadzonych podczas II wojny światowej w pobliskim niemieckim obozie wychowawczym dla dzieci i młodzieży polskiej przy ul. Przemysłowej, który był położony w kwadracie obecnych ulic Brackiej, Emilii Plater, Górniczej i Zagajnikowej, czyli z historycznego punktu widzenia pomnik stoi poza terenem tego obozu. 
Po akceptacji zamysłu przez władze został rozpisany konkurs, który w 1968 r. wygrał zespół w składzie: Jadwiga Janus (pomnik) i architekt Ludwik Mackiewicz (założenie architektoniczne). Akt erekcyjny budowy pomnika wmurowano 13 września 1969 roku, zapisano w nim między innymi: „Niech przekaże przyszłym pokoleniom nasze wspólne wołanie: Nigdy więcej wojny, Nigdy więcej obozów”..
Pomnik został umiejscowiony w specjalnie w tym celu zbudowanym parku w miejscu pustego pola, któremu podówczas nadano miano „Promienistych” (młodzieżowa grupa konspiracyjna Gwardii Ludowej (AL) działająca w Łodzi), a około 1991 r. zmieniono nazwę na „Szarych Szeregów”.
Uroczyście odsłonięty 9 maja 1971 roku, w 26. rocznicę zwycięstwa nad nazizmem. W uroczystości wzięła udział łódzka chorągiew ZHP, wicepremier PRL Wincenty Kraśko, władze Łodzi oraz byli więźniowie obozu, którzy na ceremonię przybyli z całej Polski.
Przed pomnikiem umieszczono płytę z napisem: „Odebrano Wam życie, dziś dajemy Wam tylko pamięć”, a obok znicz, który niegdyś palił się wiecznym ogniem, ale od ok. 20 lat jest zapalany (z przyczyn finansowych) tylko podczas uroczystości pod pomnikiem. Po interwencjach w 2020 roku Rada Miasta rozpatrywała wniosek o przyłączeniu znicza do sieci gazowej i ponowne zapalenie na stałe. Ma to się stać po przeprowadzonym remoncie, który został rozpoczęty w 2020 roku. 
W 1984 Poczta Polska wydała znaczek okolicznościowy z tym pomnikiem o nominale 16 zł.
W pobliskiej Szkole Podstawowej nr 81 im. Bohaterskich Dzieci Łodzi, przy ul. E. Plater 28/32, znajduje się niewielka ekspozycją muzealna poświęcona dziejom tego obozu.
W kwietniu 2019 doszło do profanacji pomnika. Nieznani sprawcy namalowali na nim swastykę oraz nazwisko znanego koszykarza Marcina Gortata. Dewastacja została odkryta podczas spaceru „Śladami getta łódzkiego. Południowa granica getta”, zorganizowanego przez Muzeum Tradycji Niepodległościowych w Łodzi. Napisy zostały usunięte przez dziennikarzy i pracowników usług komunalnych.

## Galeria

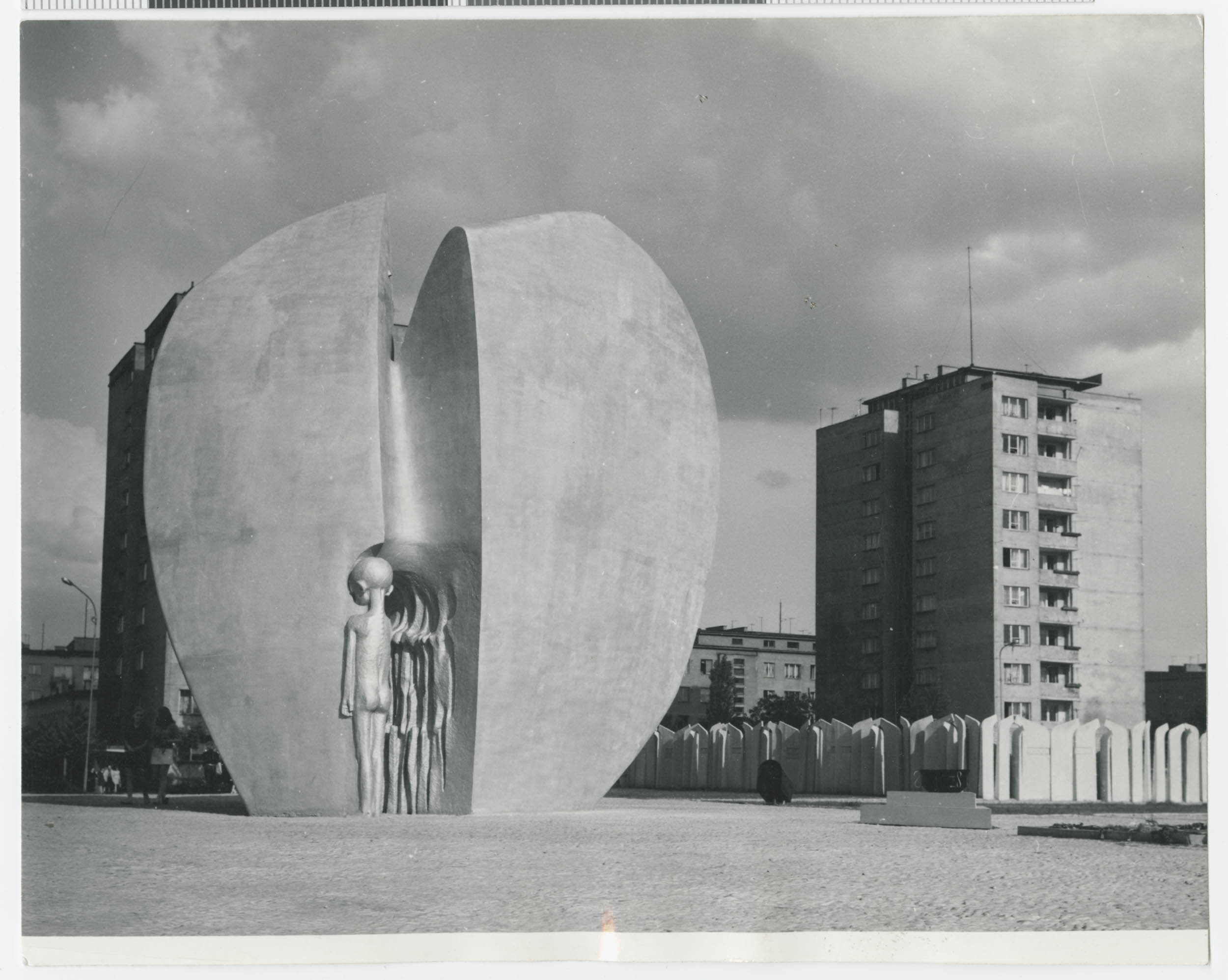
Pomnik w latach 70. XX w., fot. Ignacy Płażewski
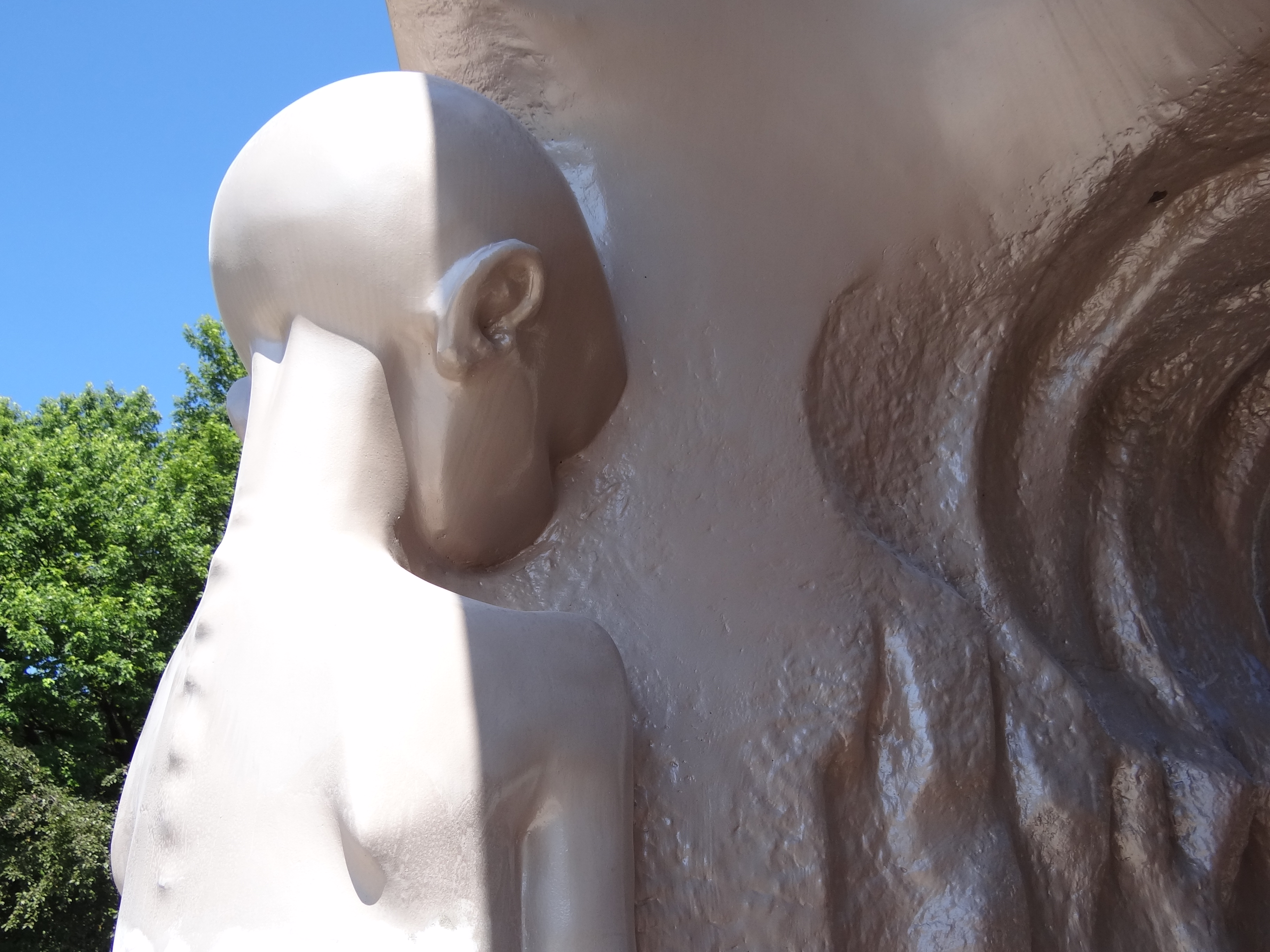
Detal pomnika
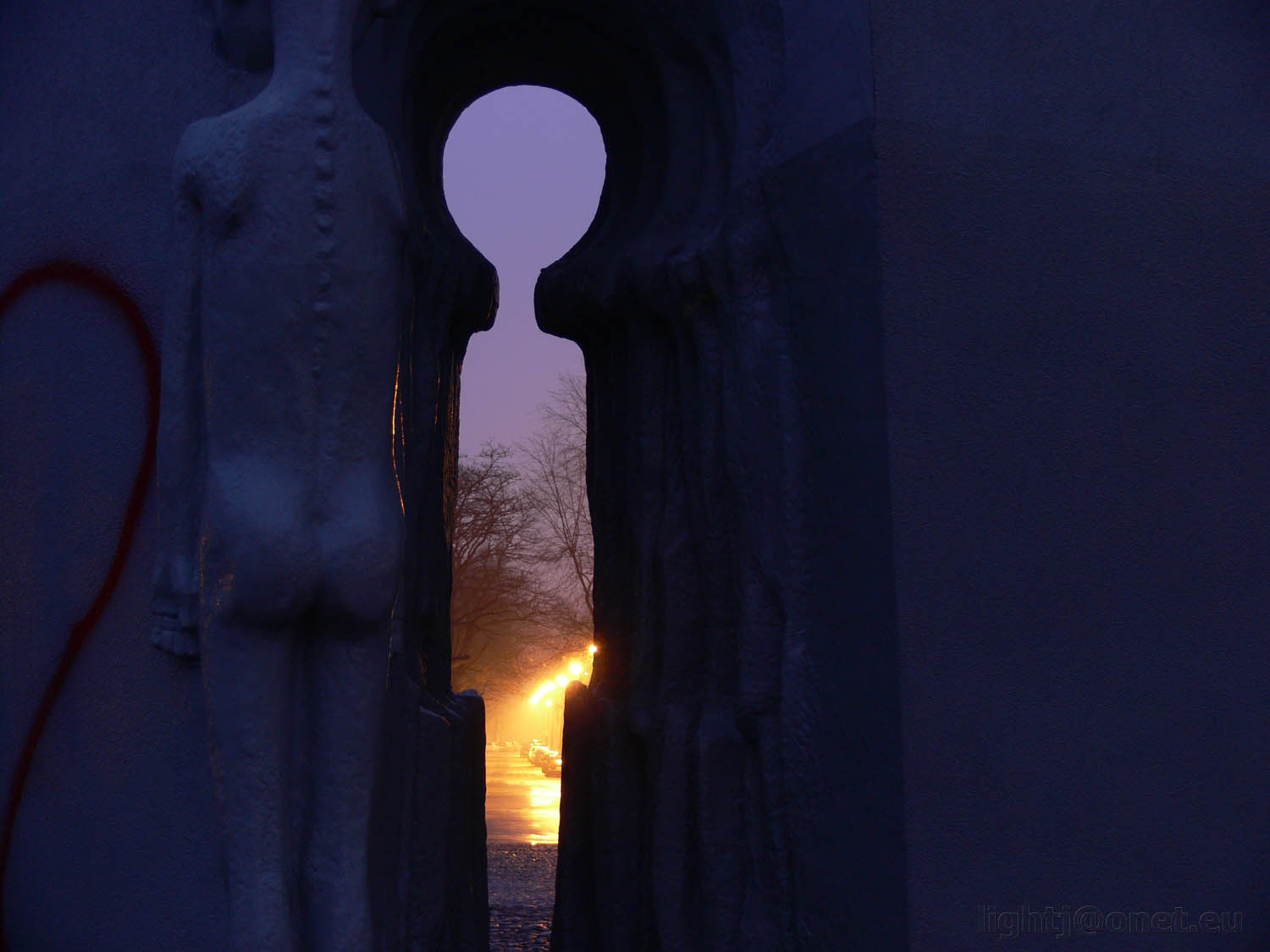
Pomnik nad ranem
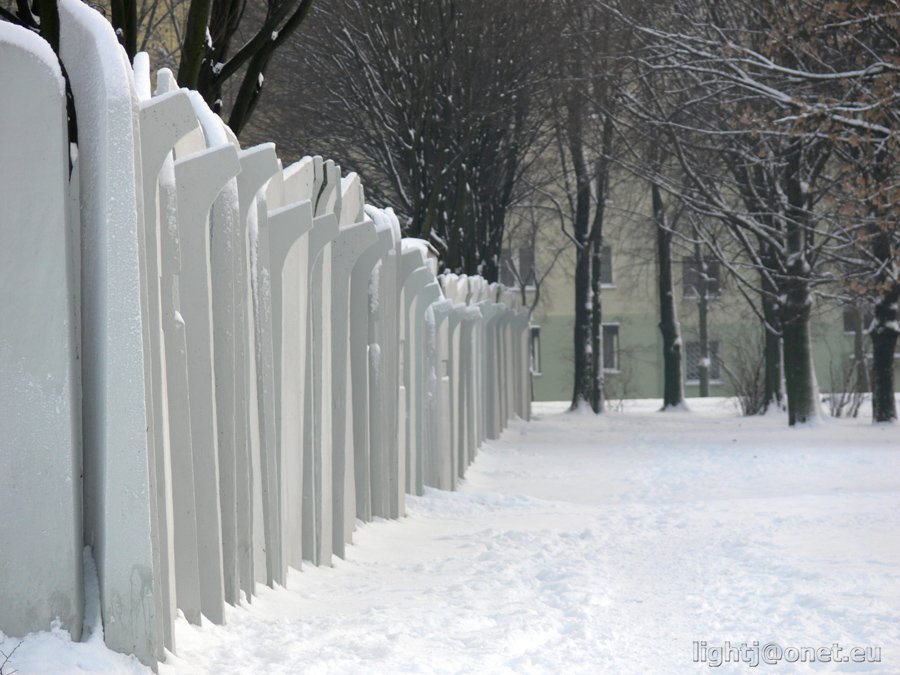
Otoczenie pomnika zimą